# 今村暢孝
今村 暢孝（いまむら のぶたか、1965年1月19日 - ）は、福岡県北九州市若松区出身・在住の競艇選手。登録番号3265。身長163cm。血液型O型。59期。福岡支部所属。師匠は木下繁美（登録番号2974、引退）、弟子は塩田北斗（登録番号4566）。同期に森竜也、植木通彦がいる。

## 来歴
- 1986年11月20日、芦屋競艇場でデビュー。
- 1987年7月18日、福岡競艇場で初勝利。
- 1988年11月22日、大村競艇場で初優出。
- 1991年7月5日、児島競艇場で初優勝。
- 2009年10月3日、津競艇場での「マンスリーKYOTEI杯」で通算1500勝を達成（4934走目）。
- 2022年6月30日、若松競艇場での「アヤメカップ」で通算2500勝を達成[1]。

## 人物・エピソード
- レーススタイルはイン速攻。このため、どのようなレースでも内側のコースを取りにいくイン屋であり、3コースよりも外側では絶対にレースをしない。またスタートまでの助走距離が短い「深イン」状態でも本領を発揮することから、そのレーススタイルには同じイン屋の西島義則も一目置いており[3]、他のボートレーサーからは恐れられている[4]。
- 最近はヒゲをたくわえており、見た目怖そうな印象を受けるが、実際は温和で優しい喋り方をする[5]。
- 自ら健康オタクと公言し、その健康法は「水を一日3リットル飲む」というもの。
- 趣味はガーデニング。
- 決めポーズはサムズアップである[6][5]。

## 競艇優勝歴

### GI競走
- 1996年　周年記念競走（大村競艇場）
- 1998年　周年記念競走（大村競艇場）
- 1999年　九州地区選手権競走（芦屋競艇場）
- 2001年　周年記念競走（徳山競艇場）
- 2003年　周年記念競走（芦屋競艇場）
- 2016年　九州地区選手権競走（大村競艇場）